# Mycalesis nobilis
Mycalesis nobilis är en fjärilsart som beskrevs av Aurivillius 1893. Mycalesis nobilis ingår i släktet Mycalesis och familjen praktfjärilar. Inga underarter finns listade i Catalogue of Life.